# Christian Lealiʻifano

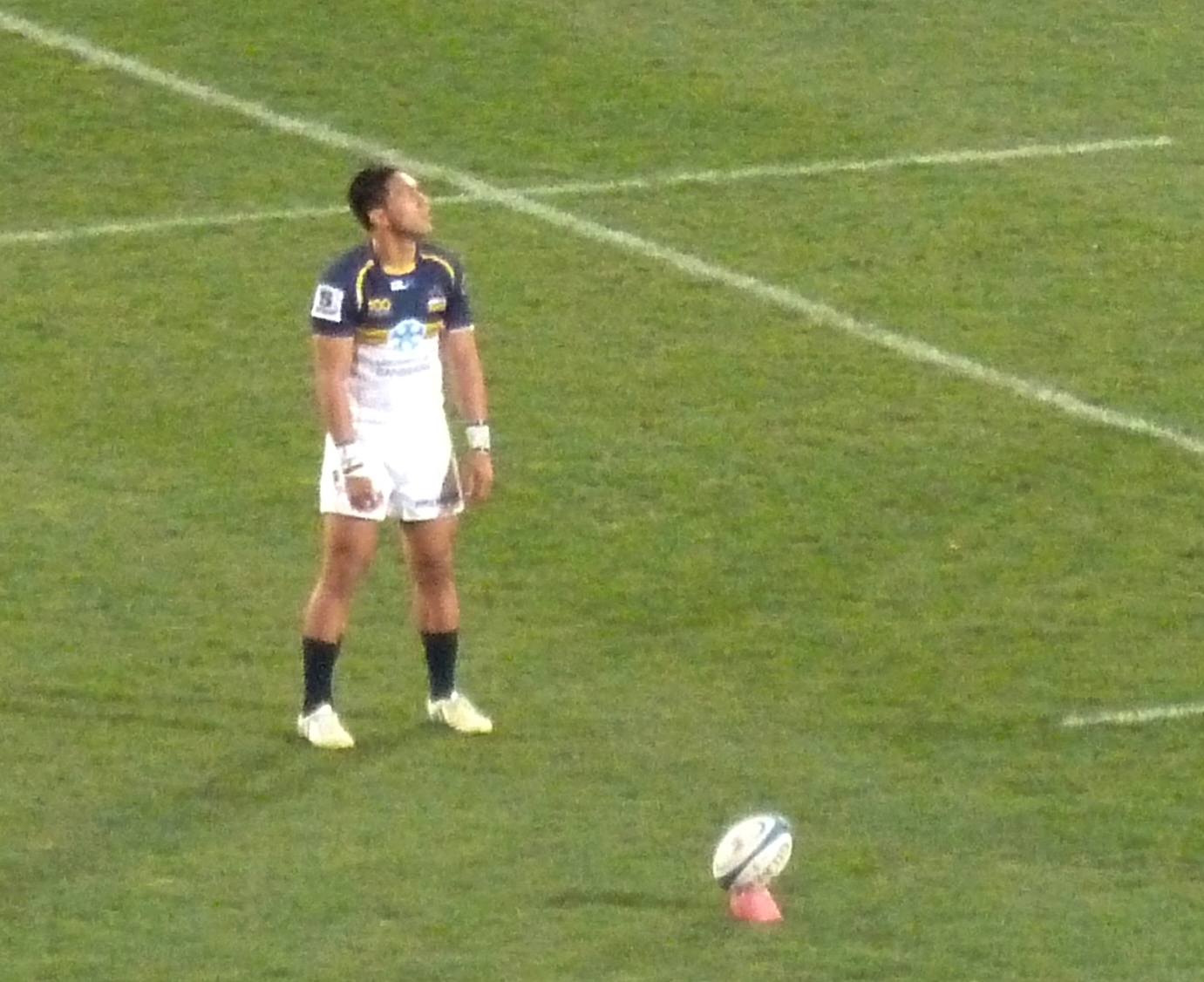
Lealiʻifano w barwach Brumbies (2013)

Christian Lealiʻifano (ur. 24 września 1987 w Auckland w Nowej Zelandii) – australijski rugbysta samoańskiego pochodzenia występujący na pozycji łącznika ataku bądź środkowego ataku. Reprezentant Australii, uczestnik pucharu świata, mistrz świata do lat 19.

## Początki
Lealiʻifano urodził się w nowozelandzkim Auckland w samoańskiej rodzinie, jednak w wieku 7 lat przeniósł się do Melbourne w Australii. Dorastając na przedmieściach, wkrótce dołączył do klubu rugby, Northern RUFC (Northcote Panthers). W zespole tym występował na kolejnych szczeblach wiekowych, począwszy od U-10, po drużynę seniorów. W Melbourne uczęszczał do Peter Lalor Secondary College. Na poziomie U-18 Christian był reprezentantem Wiktorii w międzystanowych mistrzostwach Australii. W 2005 roku w finałowym spotkaniu Wiktoria – Australia Zachodnia padł remis 12:12 (Lealiʻifano zdobył podwyższenie), a tytuł mistrzowski drugiej dywizji przypadł obu drużynom.

## Kariera klubowa
Po przyjeździe do Canberry w 2006 roku związał się z miejscowym klubem Tuggeranong Vikings, z którym wywalczył mistrzostwo stanu. Dołączył również do akademii Brumbies.
W roku 2007 Lealiʻifano podpisał z Brumbies tzw. rookie contract („kontrakt młodzieżowy”), dzięki czemu był uprawniony do udziału w rozgrywkach Super 14. I choć w sezonie 2007 nie zadebiutował w tych elitarnych zawodach, przez jego drugą część bronił barw Canberra Vikings w Australian Rugby Championship, dwukrotnie zdobywając wyróżnienie dla najlepszego gracza meczu.
Przed kolejnym sezonem podpisał pierwszy profesjonalny kontrakt i już podczas lutowej inauguracji rozgrywek, kiedy to zespół z Canberry mierzył się z nowozelandzkimi Crusaders, zadebiutował w Super 14. W swoim pierwszym sezonie Lealiʻifano wystąpił we wszystkich meczach swojej drużyny. Uznano go wówczas za zawodnika, który w ciągu sezonu w drużynie poczynił największe postępy.
Wysoką formę młody łącznik ataku kontynuował również w sezonie 2009 (na uwagę zasługuje chociażby rozstrzygający o zwycięstwie drop goal z ostatniej minuty pojedynku z Highlanders), jednak przygoda Lealiʻifano z Super 14 zakończyła się wówczas już w 10. kolejce. Wtedy to Brumbies podejmowali Bulls, a Christian w samej końcówce spotkania zdobył przyłożenie, które po podwyższeniu dało Australijczykom jednopunktowe zwycięstwo. Po meczu okazało się jednak, że zawodnik uszkodził mięśnie uda, który to uraz wykluczył go z pozostałej części sezonu Super 14 (ostatecznie ekipa z Canberry zajęła w lidze 7. miejsce). We wrześniu, po wyleczeniu kontuzji, wziął udział w decydujących spotkaniach swojego lokalnego klubu Tuggeranong Vikings, któremu wydatnie pomógł w zdobyciu mistrzostwa Australijskiego Terytorium Stołecznego i południowej Nowej Południowej Walii (został wybrany najlepszym zawodnikiem finału).
Sezon 2010 w wykonaniu łącznika ataku Brumbies wyglądał bliźniaczo podobnie do poprzedniego. Po rozegraniu zaledwie sześciu spotkań Lealiʻifano uszkodził więzadło krzyżowe tylne w kolanie. Niemniej w drugiej części roku, po pomyślnie zakończonej rehabilitacji, podpisał kontrakt z drużyną Waikato Rugby Union występującą w National Provincial Championship, mistrzostwach Nowej Zelandii. Zespół z Waikato dotarł do wielkiego finału, gdzie jednak uległ ekipie Canterbury.
W kolejnym roku do drużyny Brumbies dołączył Matt Giteau, co spowodowało przesunięcie Lealiʻifano, dotychczasowego łącznika ataku, na pozycję pierwszego środkowego (pozycja nr 12, inside centre). Na cztery kolejki przed końcem rozgrywek doznał kolejnej kontuzji, tym razem stawu skokowego. Uraz ten raz jeszcze oznaczał przedwczesny koniec zmagań w sezonie, w którym zespół ze stolicy Australii zajął rozczarowujące 13. miejsce na 15 startujących ekip.
Niemal na samym początku sezonu 2012 Lealiʻifano powierzono obowiązki podstawowego kopacza. Wkrótce, na czas leczenia kontuzji przez Matta Toʻomuę, został z powrotem przesunięty na pozycję numer 10. Z uwagi na wyróżniające występy nominowany był do miana najlepszego australijskiego gracza Super Rugby. Prowadzenie w tym plebiscycie stracił na dwie kolejki przed końcem rozgrywek i kilka miesięcy po odniesieniu ciężkiej kontuzji, która wykluczyła występy Christiana do końca rozgrywek. W majowym meczu z Waratahs urodzony w Nowej Zelandii zawodnik złamał kostkę podczas próby szarżowania przeciwnika. Uraz ten wymagał półrocznej rehabilitacji. Mimo absencji swojego podstawowego zawodnika Brumbies zdołali zakończyć zmagania na drugim miejscu w australijskiej konferencji Super Rugby, które jednak nie dało awansu do fazy pucharowej rozgrywek (lepszy wynik osiągnął trzeci zespół grupy południowoafrykańskiej). W międzyczasie młodzieżowy reprezentant Australii przedłużył swój kontrakt z Brumbies o kolejne dwa lata
W sezonie 2013 Lealiʻifano po raz pierwszy od kilku lat nie odniósł poważniejszego urazu. Efektem była dobra dyspozycja zarówno indywidualna, jak i zespołowa. Christian zakończył rozgrywki z wynikiem 233 zdobytych punktów (skuteczność kopów w sezonie: 79,2%), ustępując pod tym względem pola jedynie Morné Steynowi. W wyjazdowym meczu sezonu zasadniczego z Bulls w 80. minucie skutecznie wykonał dający zwycięstwo rzut karny z odległości 41 metrów. Co zaś tyczy się zespołu, Brumbies wygrali australijską grupę Super Rugby i zapewnili sobie awans do fazy pucharowej. W meczu półfinałowym z Bulls Steyna Lealiʻifano zdobył 14 punktów i zapewnił swojej drużynie historyczną przepustkę do finału rozgrywek. W nim nieznacznie ulegli obrońcom tytułu, Chiefs, zaś Christian zdobył wszystkie 22 punkty swojego zespołu (przyłożenie, podwyższenie i pięć rzutów karnych). Po zakończeniu rozgrywek wychowany w Melbourne zawodnik zasugerował, że po wygaśnięciu obowiązującego do 2014 roku kontraktu z Brumbies rozważy ewentualny powrót do stolicy Wiktorii, do zespołu Rebels, który od 2011 roku ma zagwarantowane miejsce w Super Rugby.
Pod koniec 2013 roku australijski środkowy musiał poddać się chirurgicznej korekcie zrekonstruowanego rok wcześniej stawu skokowego, co wymusiło kolejną, co najmniej trzymiesięczną przerwę w grze.
W maju 2014 roku Lealiʻifano przedłużył kontrakt z Brumbies o kolejne dwa lata. Niewiele później został włączony do składu Canberra Vikings, zespołu reaktywowanego na potrzeby nowo powstałych rozgrywek National Rugby Championship. W NRC zadebiutował już w pierwszej kolejce, w spotkaniu z Perth Spirit.

## Kariera reprezentacyjna
Lealiʻifano był uczestnikiem prowadzonego przez ARU programu rozwoju talentów (Talent Development Program) oraz stypendystą Australian Institute of Sport.
W 2004 roku otrzymał powołanie do drużyny Australian Schoolboys, reprezentacji kraju składającej się z uczniów szkół średnich do lat 18. Przez kolejne dwa lata (2004–2005) znajdował się w szerokim składzie zespołu narodowego. Zadebiutował w meczu z rówieśnikami z Irlandii, a następnie zaliczył kolejne dwa spotkania podczas wyjazdu na Samoa i do Nowej Zelandii.
W grudniu 2004 wraz z reprezentacją U-18 w rugby 7 Christian wziął udział w Igrzyskach Wspólnoty Narodów Młodzieży 2004. Podczas tych zmagań niemający sobie równych Australijczycy zdobyli główną nagrodę, a sam Lealiʻifano pełnił funkcję wicekapitana.
Rok później trafił do drugiej reprezentacji juniorów (Australia A Schoolboys), która m.in. zdołała pokonać pierwszy zespół U-18 Nowej Zelandii – w ostatniej minucie meczu zanotował na swoim koncie skuteczne podwyższenie, które w ostatecznym rozrachunku dało zwycięstwo 14:13. Z zespołem Australian Schoolboys wziął również udział w tournée po Wyspach Brytyjskich, jednak brał udział jedynie w meczach sparingowych, w testmeczach (spotkaniach z innymi drużynami narodowymi) pełniąc rolę rezerwowego.
Młody zawodnik otrzymał również powołanie do dorosłej kadry siódemek na reprezentacyjny sezon 2005/2006, jednak nie było mu dane zadebiutować w narodowych barwach.
W kwietniu 2006 roku z reprezentacją U-19 zdobył złoty medal podczas rozgrywanych w Zjednoczonych Emiratach Arabskich mistrzostwach świata. Dwa miesiące później Lealiʻifano znalazł się w składzie kadry do lat 21 na francuskie mistrzostwa świata, a tam Australijczycy zajęli czwarte miejsce.
W 2007 roku wraz z kadrą narodową w rugby 7, Australian Sevens, uczestniczył w turniejach London Sevens i Edinburgh Sevens.
W późniejszych latach kilkakrotnie Lealiʻifano był bliski debiutu w barwach Wallabies, pierwszej reprezentacji. Najbardziej prawdopodobny wydawał się on w 2012 roku, jednak wówczas szansę na powołanie zniweczyła poważna kontuzja kostki odniesiona na miesiąc przed meczami ze Szkocją i Walią. W drugiej połowie 2012 roku, wobec absencji kilku zawodników mogących występować w kadrze na pozycji numer 10, pojawiły się pogłoski na temat ewentualnego wcześniejszego powrotu do gry Lealiʻifano, jednak sam zawodnik uciął te spekulacje, oświadczając, że jako cel nadrzędny stawia sobie powrót do pełnej sprawności i optymalnej dyspozycji.
Ostatecznie w czerwcu 2013 roku Lealiʻifano został 868. Wallaby, kiedy to wystąpił w pierwszym meczu z British and Irish Lions. Niemniej debiut Australijczyka samoańskiego pochodzenia nie był w pełni udany – w 42. sekundzie spotkania, po kontakcie z Jonathanem Daviesem, doznał wstrząśnienia mózgu, stracił przytomność i został zwieziony z boiska na noszach. W pozostałych dwóch meczach z tym samym przeciwnikiem zagrał po 80 minut i osiągając stuprocentową skuteczność kopów, zdobył 22 punkty.
W roku 2013, wobec plagi kontuzji w zespole narodowym, został doraźnie „przekwalifikowany” na drugiego środkowego (nr 13, outside center), na której to pozycji wystąpił w meczu ze Szkocją.

## Życie osobiste
Lealiʻifano urodził się w samoańskiej rodzinie jako syn Tavity i Mafy. Mający na młodego zawodnika istotny wpływ ojciec, Tavita, zmarł w 2006 roku na kilka dni przed jego wyjazdem na mistrzostwa świata U-19.
Christian jest jednym z ośmiora rodzeństwa. Rok starszy brat Eneliko (znany też pod zdrobnieniem „Lix”) również jest rugbystą, w przeszłości był kapitanem klubu Tuggeranong Vikings.